# Ellora

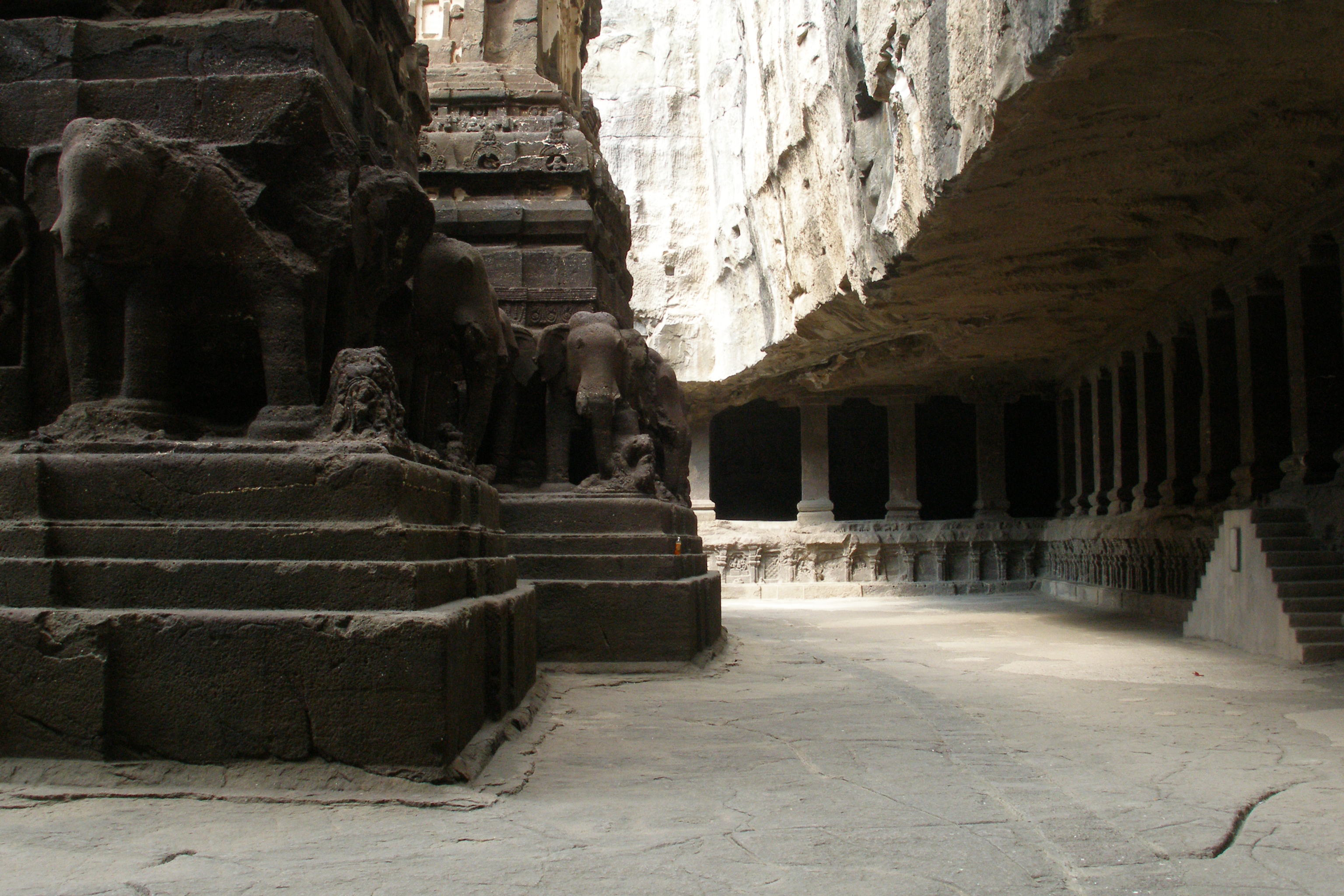

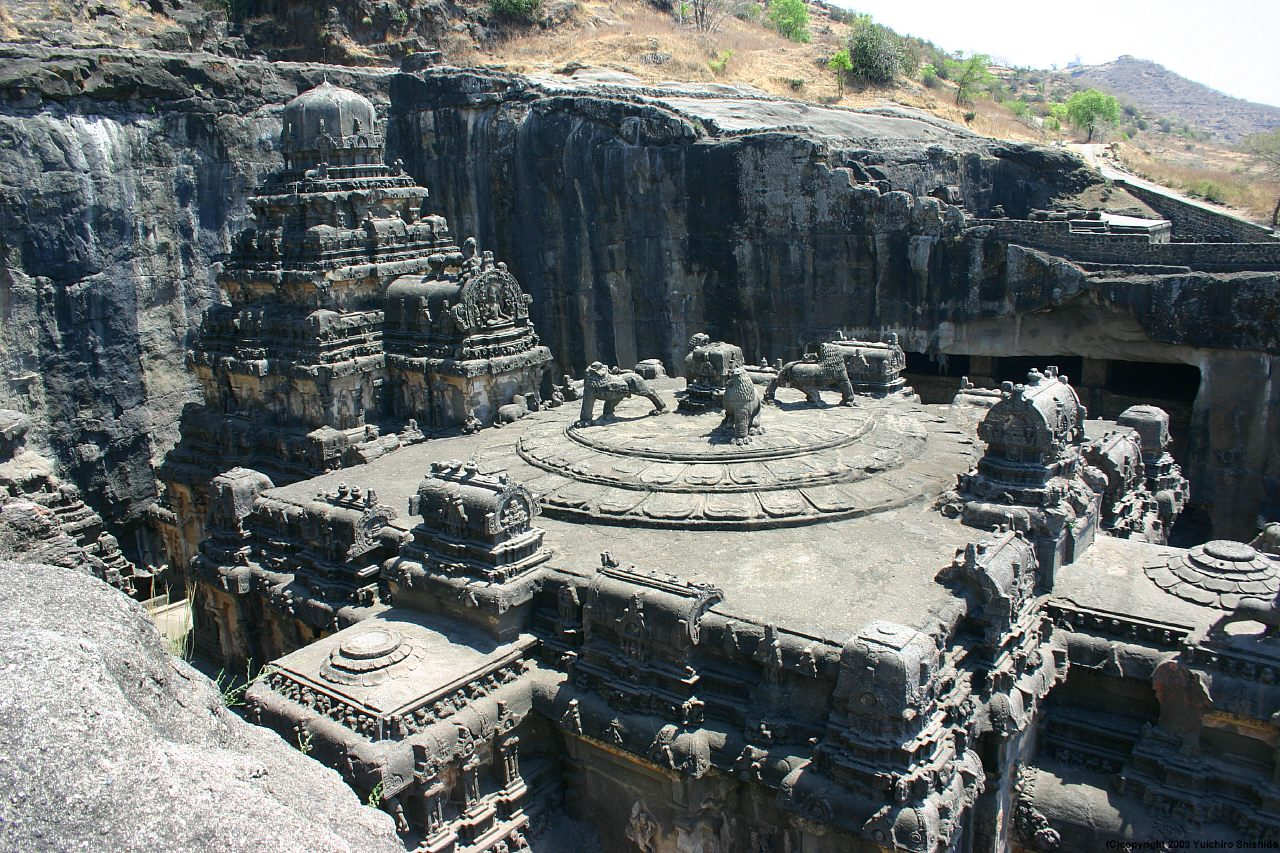

Ellora este un sat din statul Maharashtra la 30 km nord-vest de orașul Aurangabad, India, pe valea râului Velganga.
Satul a devenit renumit prin templurile-grotă, mănăstirile și capelele care se află la 2 km sud-est.
Templurile săpate în stânca de bazalt, datează din perioada dintre secolele V și X și au declarate în anul 1983 patrimoniu mondial UNESCO.
Construcțiile religioase au fost numeroate de la sud-est la nord-vest, între numerele 1-12 sunt budiste și datează din anii  400-800, iar cele hinduse aparțin de grupa de numere 30-40 și datează din anii 600-900. Există și o grupă ce aparține de religia iainistă ea datând din anii 800-1000. Un element care trebuie amintit sunt coloanele Amalaka ce au un capitel în formă de pepene. Cele mai multe încăperi sunt împodobite cu sculpturi.